# Hans Rudolf Mühlemann
Hans Rudolf Mühlemann (* 26. August 1917 in St. Moritz; † 1. Juni 1997 in Zürich), reformiert, heimatberechtigt in St. Moritz GR sowie Bönigen BE, war ein Schweizer Zahnmediziner, Humanmediziner, Professor und Direktor des Zahnärztlichen Instituts der Universität Zürich.

## Leben
Hans Rudolf Mühlemann war ein Sohn von Hans Mühlemann, Bankdirektor in St. Moritz und Elsa Müller, Tochter einer Textilindustriellen-Familie in Kandergrund, Kanton Bern. Er besuchte die Grundschulen in St. Moritz und das Gymnasium in Schiers. Er war ein begeisterter Skifahrer und Skispringer. Als Gymnasiast erlitt er einen Skiunfall, der eine lebenslange Gehbehinderung zur Folge hatte. Mühlemann studierte Zahnmedizin an der Universität Zürich und schloss 1942 ab. Anschliessend studierte er Medizin an den Universitäten Genf, Bern und Zürich. 1945 wurde er in Zürich zum Dr. med. dent. und 1948 ebendort zum Dr. med. promoviert.
In der Zeit von 1946 bis 1951 war er an der kieferorthopädischen Abteilung und kurze Zeit auch an der kieferchirurgischen Abteilung des Zahnärztlichen Instituts der Universität Zürich tätig. Während dieser Zeit entwickelte er unter anderem den „Propulsor“, ein Gerät zur Korrektur von Kieferfehlbildungen. 1951 habilitierte er sich an der Universität Zürich mit einer Arbeit über die physiologische und pathologische Beweglichkeit der Zähne. Danach folgten Ausbildungsaufenthalte an der Abteilung für Radiologie der University of Illinois in Chicago und ein Aufenthalt in Tennessee am Oak Ridge National Laboratory. Hier erlernte er die Anwendung radioaktiver Isotope zur Markierung von Geweben. In Minnesota arbeitete er am Departement für Parodontologie und erwarb Forschungserfahrung am Primatenmodell. Im Jahre 1953 wurde er als Nachfolger von Walter Hess auf den Lehrstuhl Kariologie und Parodontologie der Universität Zürich berufen, und im Jahre 1963 zum Direktor des Zahnärztlichen Instituts der Universität Zürich gewählt.
Als Mühlemann im Jahre 1953 nach Zürich berufen wurde, waren die Schweiz und weite Teile Europas in zahnmedizinischer Hinsicht rückständig. Die Zahnarztpraxen waren über Monate ausgebucht und es herrschte ein Mangel an Zahnärzten. Für das Legen korrekter Füllungen blieb kaum Zeit. Die Kinder in der Schweiz entwickelten nach dem Weltkrieg im Durchschnitt vier kariöse Läsionen pro Jahr und häufig wurden aus prophylaktischen Gründen die 6-Jahr-Molaren bereits mit 7 bis 9 Jahren extrahiert.
In den USA hatte Mühlemann gelernt, dass die Kariesinzidenz durch die Anwendung der Trinkwasserfluoridierung verringert werden konnte. Man ging damals davon aus, dass die Fluoride während der Zahnbildung auf dem Blutweg durch Einlagerung in die Zähne eine erhöhte Kariesresistenz bewirken würden. Mühlemann konnte belegen, dass Fluoride nach dem Zahndurchbruch auch lokal wirken, weshalb ihn nebst fluoridhaltigen Zahnpasten und Mundwässern auch die Salzfluoridierung interessierte. Er gründete eine Kariesforschungsstation, deren Leitung Klaus G. König übernahm, der 1968 als Professor nach Nijmegen berufen wurde.
Mühlemann war Mitglied bei Schweizerischen (ZGZ, SSO, ARPA, SSP) und internationalen Zahnärztegesellschaften (ORCA, FDI, ADA, AAP). Leben, Lehre und Werk von Hans R. Mühlemann wurden 2017/2018 in drei ihm gewidmeten Ausgaben der Schweizer Zeitschrift Swiss Dent gewürdigt. Im Sammelband 1/2017 wurden die Publikationen neu aufgelegt, die Hans R. Mühlemann in der Zeit von 1980 bis 1985 in dieser Zeitschrift publiziert hatte. In Swiss Dent 1/2018 berichteten ehemalige Assistenten und Mitarbeitende von Mühlemann in einer Artikelserie „Weggefährten erinnern sich“ über ihre Zeit beim Geehrten. Diese Ausgabe wurde schliesslich als Swiss Dent 2/2018 auch in englischer Übersetzung („Companions Remember“) aufgelegt.

## Forschung
Zusammen mit Thomas M. Marthaler und Klaus G. König stellte Mühlemann 1961 an einem Symposium in Zürich seine Ideen zur Kariesprävention vor. Mit praktischen Massnahmen wie Zahnreinigung mit Fluoriden, Erlernen einer wirksamen Zahnreinigung und der Einschränkung des Zuckerkonsums, wollte er der Kariesepidemie Einhalt gebieten.
Studien an der Kariesforschungsstation zeigten auf, welche Nahrungsmittel für die rasche Kariesentwicklung verantwortlich waren. Mühlemann konnte beweisen, dass die Säurelöslichkeit des Zahnschmelzes durch lokal applizierte Fluoride verringert und damit die Häufigkeit von Karies reduziert werden konnte. Aus diesen Daten folgerte Mühlemann, dass in Zahnpasten integrierte Fluoride einen kariesprophylaktischen Einfluss haben könnten. Diese Vermutung wurde durch mehrere Wissenschaftler des Zahnärztlichen Instituts in Zürich bewiesen (Marthaler / Mühlemann / König: elmexR -Forschung).
Thomas M. Marthaler führte während 45 Jahren epidemiologische Studien bei der Zürcher Schuljugend durch, die alle vier Jahre wiederholt wurden. So konnte er in der Zeit von 1964 bis 2006 eine 95%ige Reduktion der Karies bei den 12- bis 14-Jährigen in Zürich und in der Schweiz nachweisen. Mitverantwortlich für diesen Erfolg waren die Entwicklung und die Kennzeichnung von zahnfreundlichen Süssigkeiten. Mühlemann und seine Mitarbeiter entwickelten ein telemetrisches Verfahren zur Messung der Zahnschädlichkeit von Süssigkeiten. Produkte, welche ihre geringe Schädlichkeit für die Zähne nachweisen konnten, erhielten die Möglichkeit diesen zahnmedizinischen Fortschritt im Marketing zu nutzen. Dazu initiierte Mühlemann ein Signet, welches zahnfreundliche Produkte kennzeichnet. Dieses Signet, ein gesunder Zahn unter einem breiten Schirm, ist heute weltweit als «Zahnmännchen» bekannt.
Während dieser intensiven Forschungszeit war Mühlemann der Gründer der kontinental-europäischen Sektion der Internationalen Gesellschaft für zahnärztliche Forschung (CED-IADR, 1964–65).
Neben Klaus G. König und Thomas M. Marthaler unterstützte und förderte Mühlemann 12 weitere Habilitanden in ihrer akademischen Karriere. Darunter waren Hubert E. Schroeder, der in Zürich die orale Strukturbiologie begründete, Bruno Regulati, der die Arbeiten in der Kariesforschung fortsetzte, Hans Graf und Thomas Imfeld, welche die pH-Telemetrie am Zahn einführten und perfektionierten und Bernhard Guggenheim, der die Bedeutung der oralen Mikrobiologie und Immunologie aufzeigte.
Nebst diesen Arbeiten beschäftigte sich Mühlemann zu Beginn der 1960er Jahre mit der Therapie und der Prävention der Parodontitis. In enger Zusammenarbeit mit Klaus H. Rateitschak, Heinz H. Renggli, Jean-Pierre Bernimoulin, Zvonimir Curilovic und Herbert F. Wolf gab er Kurse und verfasste Lehrbücher, welche die Pathophysiologie und die systematische Therapie der Parodontitis bildhaft eindrücklich darstellen. Diese Lehrbücher wurden zur Standardliteratur der Studenten der Zahnmedizin und wurden in verschiedene Sprachen übersetzt.
Die Einführung der Dentalhygienikerinnen (DH) in der Schweiz war ein weiteres Ziel von Hans Rudolf Mühlemann, das er tatkräftig unterstützte. Seit 1973 werden in der Schweiz an heute vier Dentalhygiene-Schulen Fachkräfte in der Prävention der oralen Erkrankungen und in der konservativen Parodontitis-Therapie ausgebildet. Die erste Schule für Dentalhygiene wurde in Zürich unter der Leitung und Entwicklung von Ulrich P. Saxer gegründet, der bei Mühlemann gearbeitet und habilitiert hatte.
Nachdem die Karieswelle in der Schweiz als Folge der wissenschaftlichen Tätigkeiten, der fluoridierten Zahnpasten, der Salzfluoridierung und auch der Trinkwasserfluoridierung (TWF) in Basel eingedämmt worden war, fokussierte sich Mühlemann auch auf weitere Themen. Mühlemanns Habilitanden Felix Lutz und Werner H. Mörmann verbesserten die Qualität der Füllungen durch innovative Techniken bei der Anwendung neuer Komposit-Füllungen und durch die keramische CAD/CAM Technologie (CEREC).

## Publikationen (Auswahl)
Mühlemann veröffentlichte seine Forschungsresultate als Autor und Co-Autor in mehr als 200 Publikationen. Als Autor trat er bei drei Ausgaben in Erscheinung. Sein Buch: Einführung in die Orale Präventivmedizin (1974 d/1976 e) wurde zu einem Standardwerk der Studenten der Zahnmedizin.
Um die Bevölkerung intensiver an Ergebnissen der Kariesforschung teilhaben zu lassen, organisierte Mühlemann eine Publikumsausstellung im grössten Warenhaus in Zürich (Jelmoli): „Lachen gesund – Freude am Mund“. Diese Ausstellung wurde in der Folge als Roadshow während etwa acht Jahren in den meisten Städten der Schweiz in Eisenbahnwagen, Bussen oder in Warenhäusern, begleitet von Dentalhygiene-Fachpersonal, gezeigt. Mit dieser Ausstellung konnten Mühlemann und die erste Schweizer DH-Schule einem breiten Publikum den Nutzen einer guten präventiven Zahnpflege näherbringen.
Als Herausgeber leitete er die von ihm gegründete Helvetica Odontologica Acta (HOA). 1972 gründete er das renommierte Journal of Clinical Periodontology (JCP), dessen erster Editor er war.
Fachbücher
- Einführung in die orale Präventivmedizin: ein Lehrgang für die ersten klinischen Gehversuche. Verlag Huber, 1974, ISBN 3-4568-0032-0, 404 Seiten
- mit Klaus H. Rateitschak, Heinz H. Renggli: Parodontologie: gesundes Parodont, Epidemiologie, Ätiologie, Diagnostik, Prophylaxe und Therapie parodontaler Erkrankungen. Verlag Thieme, 1978, ISBN 3-1338-7802-6, 274 Seiten

in Fachzeitschriften
- Sugar substitutes and plaque-pH-telemetry in caries prevention. J Clin Periodontol. 1979; 6(7), S. 47–52. PMID 44305
- Psychological and chemical mediators of gingival health. J Prev Dent. 1977; 4(4), S. 6–17. PMID 275483
- Intra-oral radiotelemetry. Int Dent J. 1971; 21(4), S. 456–465. PMID 4948678
- Tooth mobility: a review of clinical aspects and research findings. J Periodontol. 1967; 38(6), S. 686–713. PMID 4867300

## Ehrungen
Mühlemann erhielt mehrere Ehrungen:
- 1959 den ORCA Preis
- 1960 den ARPA Jaccard-Preis
- den Titel Dr. h. c. vom Karolinska Institut Stockholm
- 1972 den Award for Advancement of Dental Research in Boston
- 1973 den Oral Therapeutics Award der IADR
- 1973 den Otto Naegeli-Preis
- weitere Dr. h. c. med. dent. verschiedener Universitäten.

Die Schweizerische Gesellschaft für Parodontologie (SSP) verleiht den Hans-R.-Mühlemann-Forschungspreis, der alle vier Jahre an der GV der SSP vergeben wird. H.R. Mühlemann hatte auch die Gesellschaft gegründet.